# Liste démocratique
La liste démocratique est un ancien parti politique luxembourgeois.

## Histoire
Le parti connu une existence brève au cours des années 1930 et participe uniquement aux élections législatives de 1937 avec une liste liée à celle de la liste libre des paysans, classes moyennes et ouvriers et Pierre Prüm est même présent sur les deux,.

## Résultats électoraux
| Année | Voix    | %   | Rang | Sièges |
| ----- | ------- | --- | ---- | ------ |
| 1937  | 102 013 | 9,8 | 3e   | 1 / 55 |